# Salzwasser Union
Die SALZWASSER UNION – Verband der Seekajakfahrer e. V. Verband, abgekürzt SaU, ist eine Vereinigung zur Förderung des Seekajaksportes und ist beim Amtsgericht Bremen in das Vereinsregister eingetragen.
Der Verein wurde 1985 gegründet mit dem Ziel der Förderung des Seekajaksportes, Interessenvertretung vor Verbänden und Ministerien, Organisation von Treffen und Fahrten, Sicherung der Fahrwege und Ziele, Informationsaustausch mit Partnern im In- und Ausland, Schulung zur Sicherheit und Ausrüstung, Entwicklung von Booten und Material und Literaturaustausch zur Geschichte des Eskimokajaks.
Er führte in Deutschland die abgeschotteten Seekajaks ein mit minimierten Wasservolumen im Cockpit, mit festen Hand- und/oder Fußpumpen und mit stabilen Griffmöglichkeiten für die Partner-Hilfe. Beim Bundesministerium des Innern wurde erstmals der Zugang zu T2-Signalraketen für Seekajakfahrer erwirkt.
2003 benannte sich der Verein in Salzwasser Union – Verband der Seekajakfahrer e. V. um. Der Zweck des Vereins ist: Ausübung und Förderung des Seekajaksportes, insbesondere durch,
- Interessenvertretung vor Behörden und Verbänden
- Organisation von Veranstaltungen und Fahrten
- Informationsaustausch im In- und Ausland
- Schulung in Sicherheit, Ausrüstung und Planung
- Naturschutz

Die Salzwasser Union hat ein selbst erstelltes Ausbildungskonzept mit unterschiedlichen Kursangeboten und einem selbst erstellten Ausbildungsbuch Küstenpaddlers Basiswissen (Loseblatt-Sammlung). Sie gibt viermal jährlich das Vereinsmagazin Seekajak heraus. 
Die Ausbildung besteht aus den jeweils aufeinander aufbauenden Teilen:
- Regionales Sicherheitstraining (RST)
- Seebefähigung (A-Qualifikation, früher A-Schein)
- Fahrtenleiter (B-Qualifikation, früher B-Schein)
- Ausbilder (C-Qualifikation, früher C-Schein)

Des Weiteren werden sogenannte Schnupperfahrten angeboten. Voraussetzung hierfür ist die Teilnahme an einem RST und eine Vereinsmitgliedschaft.